# Bertrix
Bertrix es un municipio de la región de Valonia, en la provincia de Luxemburgo, Bélgica. A 1 de enero de 2019 tenía una población estimada de 8793 habitantes.

## Geografía
Se encuentra ubicada al sureste del país, en la zona de las Ardenas y esta bañada por el río Semois, un afluente del río Mosa.

### Secciones del municipio
El municipio comprende los antiguos municipios, que se fusionaron en 1977:
| - Bertrix - Auby-sur-Semois - Cugnon - Jehonville - Orgeo |

### Pueblos y aldeas del municipio
El municipio comprende los pueblos y aldeas de: Acremont, Assenois, Biourge, Blanch-Oreille, Glaumont, La Géripont, La Girgaine, Mortehan, Nevraumont, Rossart y Sart

## Demografía

### Evolución
Todos los datos históricos relativos al actual municipio, el siguiente gráfico refleja su evolución demográfica, incluyendo municipios después de efectuada la fusión el 1 de enero de 1977.
| Gráfica de evolución demográfica de Bertrix entre 1846 y 2020 |
|                                                               |

## Ciudades hermanas
- Charmes (Francia) desde 1967
- Rusca Montană (Rumania) desde 1990
- Pointe-à-l'Église (Estados Unidos) desde 1992